# Romeinse provincie

De provinciae op het hoogtepunt van het Romeinse Rijk in 117. Hoewel Assyria, Mesopotamia en Armenia spoedig weer verloren gingen, bleef deze indeling verder goeddeels in stand tot 297.

Een Romeinse provincie (Latijn: provincia, meervoud: provinciae) was de grootste territoriale en bestuurlijke eenheid in het Romeinse Rijk. Het betrof dan territoriale bezittingen buiten het Italiaans Schiereiland. Het Nederlandse woord provincie komt van de term die de Romeinen gebruikten.

## Bestuur
Oorspronkelijk betekende het Latijnse woord provincia zoveel als "opdracht" of "verplichting". Totdat de eerste vaste provincies Sicilia (241 v.Chr.) en Sardinia (237 v.Chr.) werden ingesteld, verwees het woord provincia niet naar gebiedseenheden, en tot de 1e eeuw v.Chr. kon een magistraat allerlei provinciae krijgen die niet over bestuur gingen; zo kreeg Julius Caesar de provincia om de wegen van het Italiaanse schiereiland te onderhouden (curator viarum). Gaandeweg sloeg het woord provincia steeds meer op het bestuurde gebied in plaats van de "opdracht" (of het ambt) van degene die het moest besturen.
Romeinse provincies werden normaal gezien bestuurd door politici uit de Romeinse Senaatsklasse. Deze gouverneurs waren meestal ex-praetors of ex-consuls die hun cursus honorum hadden afgerond. De provincia Alexandria et Aegyptus (Egypte) is de grote uitzondering op de regel: het werd geregeerd door een gouverneur van de ridderstand (de equites), zie verder. 
Voor de provinciale bestuurders was ook geen vaste titel in zwang; omdat ze meestal proconsul waren, werden ze zo genoemd, hoewel er ook lagere, minder prestigieuze titels werden gegeven aan gouverneurs van andere provincies, zoals comes, praefectus augustalis (alleen Egypte), consularis, praeses [provinciae] of corrector provinciae. Onder het bewind van keizer Augustus werd het bestuur hervormd en kregen veel provincies een legatus Augusti pro praetore. Het woord gubernator, dat oorspronkelijk "stuurman" betekende, werd pas na het Romeinse Rijk gebruikt voor provinciale bestuurders; hiervan is, via het Frans, het Nederlandse gouverneur afgeleid. Naast gouverneur wordt het begrip stadhouder in de Nederlandse geschiedschrijving over Romeinse provinciebestuurders ook vaak gebruikt, hoewel dat veel jonger is en doorgaans verwijst naar de vroegmoderne stadhouders in de Nederlanden; dit naar het voorbeeld van het in het Duitse taalgebied gebruikelijke Statthalter.
Tijdens de Romeinse Republiek kon iemand verkozen worden tot gouverneur van een provincie voor slechts één jaar, daarna kon die persoon 10 jaar lang dat ambt niet meer vervullen. Aan het begin van het jaar werden de provincieposten aan de toekomstige gouverneurs uitgedeeld, vaak door rechtstreekse benoeming. De meest prestigieuze en machtigste mannen uit de republiek, de voormalige consuls (proconsuls), kregen bijna altijd de grensprovincies toebedeeld, liefst met zo veel mogelijk legioenen onder hun commando.

## Corrupte gouverneurs
Vooraanstaande ex-consuls prefereerden het gouverneurschap van grensprovincies. Het verdedigen van deze grenzen was dikwijls een militaire aangelegenheid, waardoor oorlogsschatten zoals slaven, goud en zilver buitgemaakt konden worden. De binnenlandse provincies werden daarentegen voornamelijk onder de ex-praetors verdeeld.
Het gouverneurschap betekende echter ook in de binnenlandse provincies persoonlijke verrijking: het misbruik van belastinggeld was enorm en er werd vanuit Rome weinig tegen opgetreden. Zo schreef Velleius Paterculus over Publius Quinctilius Varus: "Hij kwam in Syria als een arm man in de rijkste provincie en vertrok als een rijk man uit de armste provincie". Deze praktijken waren mogelijk omdat het Romeinse Rijk een van de weinige staten in de (bekende) geschiedenis is geweest waar een beleid werd gehandhaafd om belastingen in feite te privatiseren. Toch liepen sommige corrupte gouverneurs tegen de lamp, meestal vanwege zulke excessen dat de provincie op de rand van faillissement werd gebracht. Een voorbeeld daarvan is Lucius Sergius Catilina, die in 66 v.Chr. te Rome berecht werd voor onder andere misbruik van belastinggeld in Africa.
In het keizerrijk veranderde de basis van het systeem: keizer Augustus eigende zichzelf het recht toe om gouverneurs over de grensprovincies aan te stellen, in plaats van de Senaat: dit werden de keizerlijke provincies. Een gezant van de keizer, de Legatus Augusti pro praetore had de hoogste bestuurlijke en militaire macht. Augustus stond de Senaat wel toe om de voornamelijk binnenlands gelegen provincies senatoriaal te houden. Desondanks bleef de corruptie enorm, zonder weinig correcties vanuit Rome.
Hoewel de keizer zijn gezanten zelf koos, betekende het rechtstreekse bestuur van dergelijke gouverneurs over meerdere grenslegioenen tegelijk een gevaarlijke zaak voor de Romeinse keizers. Provinciegouverneurs konden hierdoor, zoals Gaius Julius Caesar, in opstand komen tegen het gezag. Het antwoord daarop was de splitsing van provincies in twee deelprovincies, zodat één gouverneur maar over één (maximaal twee) legioenen kon beslissen. Zo had de woelige provincie Germania Inferior in 14 n.Chr. vier legioenen, maar tegen 150 waren dat er nog maar twee.
Sicilia (het eiland Sicilië) werd de eerste Romeinse provincie in 241 v.Chr., nadat het stap voor stap werd ingenomen door de Republiek tijdens de Eerste Punische Oorlog (264 – 241 v.Chr.).
Het aantal Romeinse provincies groeide gestaag. Te grote provincies met te veel legioenen werden om de hierboven vermelde reden in tweeën gekapt: voorbeelden hiervan zijn Moesia en Pannonia die dan de provincies Moesia superior, Moesia Inferior, Pannonia Superior en Pannonia Inferior werden. Bij de dood van Trajanus, in 117 n.Chr., waren er 45 provincies. Dat aantal bleef lange tijd stabiel totdat Diocletianus rond 300 begon met een algemene splitsing, waardoor het aantal meer dan verdubbelde. Het grondgebied dat Moesia ooit besloeg, bestond nu uit 5 verschillende provincies.

## Lijst van de Romeinse provincies in 120 n.Chr.
| - Achaea (Griekenland) - Alexandria et Aegyptus (Egypte) - Africa - Agri decumates - Alpes Cottiae - Alpes Maritimae - Alpes Poeninae - Arabia - Armenia Inferior - Asia - Belgica - Britannia | - Cappadocia - Cilicië - Corsica - Creta - Cyprus - Cyrenaica - Dacia - Dalmatia - Epirus - Galatië - Gallia Aquitania - Gallia Lugdunensis | - Gallia Narbonensis - Germania (inferior en superior) - Hispania Baetica - Hispania Lusitania - Hispania Tarraconensis - Italia - Judaea - Lycaonië - Lycië - Macedonië - Mauretania Caesariensis - Mauretania Tingitana | - Moesië (inferior en superior) - Noricum - Numidië - Pannonië (inferior en superior) - Pamfylië - Pisidië - Pontus et Bithynia - Raetia - Sardinia - Sicilia - Syria - Thracië |

Tijdelijke bezettingen waren Germania (7 - 9 n.Chr.), Armenia (115 - 117 n.Chr.), Mesopotamia (115 - 117 n.Chr.) en Assyria (116 - 117 n.Chr.)

## Lijst van de Romeinse provincies in 395 n.Chr.

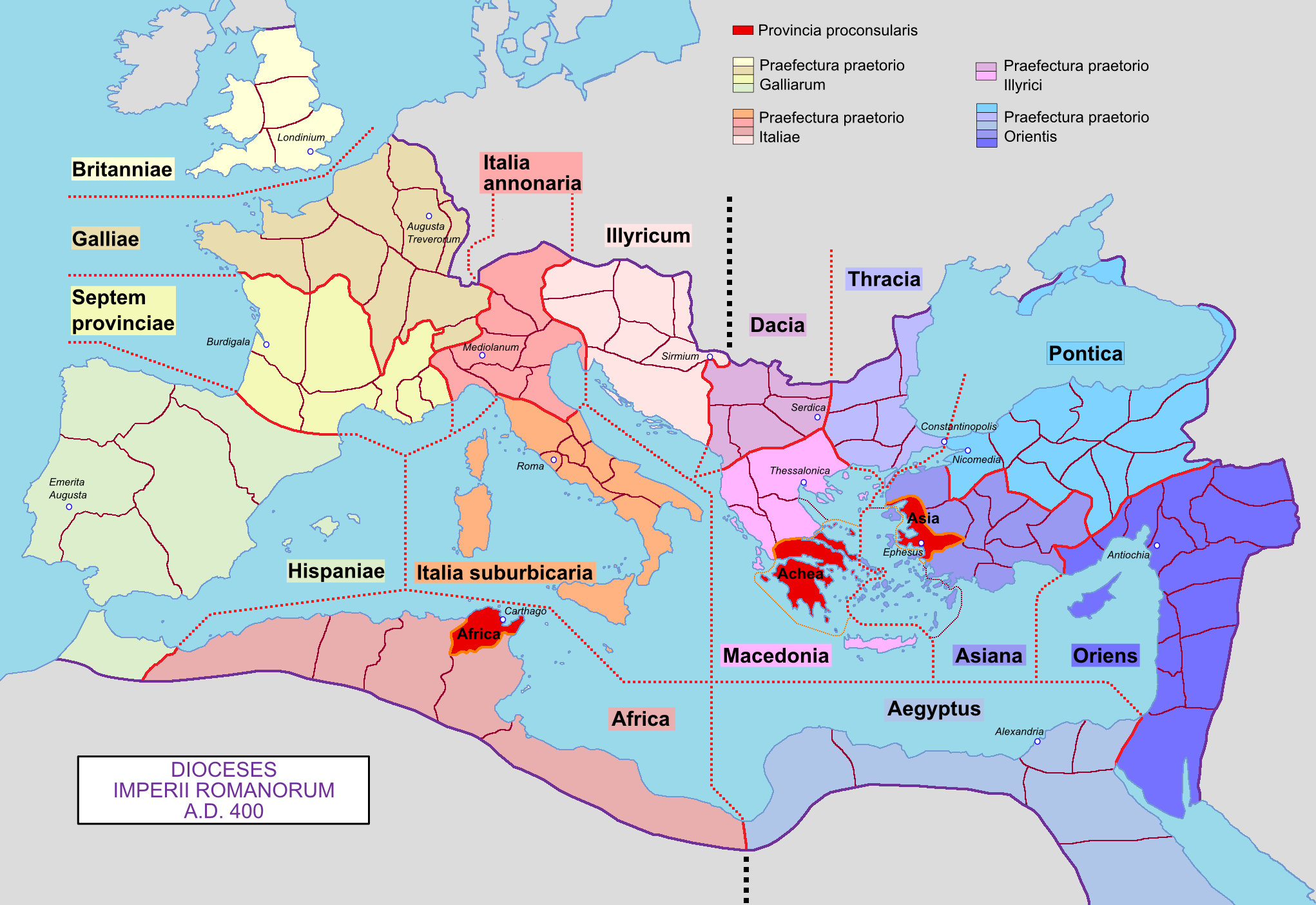
Indeling in diocesen en prefecturen 400.

Het aantal provincies bleef lange tijd stabiel. Bij de dood van Trajanus (in 117) waren er 49. Bij zijn dood werden er drie (Armenia, Assyria en Mesopotamia) verlaten door Hadrianus, omdat hij deze provincies niet verdedigbaar achtte. Septimius Severus hechtte Mesopotamia terug bij het Rijk, maar toen was dat enkel een dunne streep land naast Syria en Cappadocia. Het aantal lag dus op 48, maar Diocletianus splitste overal in het rijk provincies op, zodat in 395 er 120 waren, verdeeld in Diocesen en Prefecturen. Aan het hoofd van een diocees stond een vicarius, die alleen maar aan de keizer verantwoording moest afleggen.